# Paul-Gerhard Reinhard
Paul-Gerhard Reinhard (* 6. Oktober 1945 in Lohr am Main) ist ein deutscher theoretischer Kernphysiker.

## Leben
Reinhard erwarb 1968 das Diplom in Physik, 1970 die Promotion (Quantenelektrodynamik starker Felder) in Frankfurt am Main und 1977 die Habilitation in Mainz. Er war 1984 Lehrstuhlvertreter in Erlangen und dort außerordentlicher Professor für theoretische Physik (1986–2011). In der Atomphysik befasste er sich hauptsächlich mit der Molekularfeldtheorie und der Hartree-Fock-Methode und in der Kernphysik mit der Struktur der Elektronen.
Reinhard war von 2012 bis 2016 ehrenamtlicher Vorsitzender der SMD, einem überkonfessionellen christlichen Netzwerk unter Schülern, Studenten und Akademikern. Er ist Teil des Beirates des Institut für Glaube und Wissenschaft. Er setzte sich mit den Möglichkeiten und Grenzen der Wissenschaft auseinander, die sie im Rahmen von Weltanschauungen entfaltet.

## Familie und Privates
Reinhard ist verheiratet mit der evangelischen Pfarrerin Elisabeth Reinhard, sie wohnen in Erlangen. Gemeinsam bieten sie Seminare in die spirituelle Charaktertypologie des Enneagramms an.

## Schriften (Auswahl)
- K. Goeke, R. Y. Cusson, F. Grümmer, P.-G. Reinhard, H. Reinhardt: Time Dependent Hartree-Fock and Beyond. In: Progress of Theoretical Physics Supplement. Band 74, 1983, S. 33–65, doi:10.1143/PTPS.74.33 (englisch).
- mit Eric Suraud: Introduction to Cluster Dynamics, John Wiley & Sons, 2003, ISBN 3-527-40345-0.[7]
- Joachim Alexander Maruhn, Paul-Gerhard Reinhard, Eric Suraud: Simple Models of Many-Fermion Systems. Springer Berlin Heidelberg, Berlin, Heidelberg 2010, ISBN 978-3-642-03838-9, doi:10.1007/978-3-642-03839-6 (englisch).
- J.A. Maruhn, P.-G. Reinhard, P.D. Stevenson, A.S. Umar: The TDHF code Sky3D. In: Computer Physics Communications. Band 185, Nr. 7, Juli 2014, S. 2195–2216, doi:10.1016/j.cpc.2014.04.008 (englisch).
- Phuong Mai Dinh, Paul-Gerhard Reinhard, Eric Suraud: An Introduction to Cluster Science (= Physics Textbook). Wiley-VCH, Weinheim 2014, ISBN 978-3-527-67570-8.
- mit Klaus Böhmer, Dirk Evers (Herausgeber): Die unsichtbare Welt. Beiträge zur Weltwahrnehmung in den Wissenschaften, Evangelische Verlagsanstalt, Leipzig 2025.